# Bank Foot (Metrô de Newcastle)
Bank Foot é uma estação da Linha Verde do Tyne and Wear Metro, servindo ao subúrbio de Kenton, Newcastle upon Tyne, condado metropolitano de Tyne and Wear, Inglaterra. Aderiu à rede como estação terminal em 10 de maio de 1981, após a abertura da segunda fase da linha, entre South Gosforth e Bank Foot. Posteriormente, Newcastle Airport passou a ser a estação terminal da Linha Verde. Bank Foot foi usada por 0,11 milhão de passageiros em 2017-18, tornando-se a terceira estação menos usada da rede, depois de St Peter's e Pallion.

## História
Bank Foot está localizada no local da antiga estação Kenton Bank, inaugurada em 1 de junho de 1905 como parte da Gosforth and Ponteland Light Railway, e fechada para passageiros em 17 de junho de 1929, com serviços de cargas operando ali até janeiro de 1966.
Após a abertura da estação como terminal do Tyne and Wear Metro em maio de 1981, a abordagem para Bank Foot era de via única, com uma plataforma no lado sul (agora usada por trens em direção a Newcastle Airport, estação que serve ao Aeroporto Internacional de Newcastle). Nos primeiros anos de operação, o Tyne and Wear Metro compartilhou a linha com serviços de frete que iam para a Imperial Chemical Industries (ICI), em Callerton, onde explosivos eram transferidos da ferrovia para a estrada a fim de serem transportados, posteriormente, para pedreiras em Northumberland. Este tráfego cessou após o encerramento das atividades da ICI em Callerton, em março de 1989.
Havia, originalmente, três faixas em Bank Foot. No lado sul estava a linha da plataforma, no lado norte um desvio para uso Metro, e no meio a linha de passagem não eletrificada para serviços de frete. O limite de propriedade entre o Tyne and Wear Metro e a British Rail era a passagem de nível em Station Road, a oeste da estação.
Quando a linha foi estendida para o aeroporto, a ponte para o leste foi reconstruída como de via dupla, com a estação Bank Foot remodelada da mesma forma. Uma segunda plataforma foi construída no lado norte (agora usada para trens no sentido South Hylton). A passagem de nível também foi reconstruída no mesmo estilo das outras do sistema.
Após a abertura da linha de 3,5 km (2,2 milhas) entre Bank Foot e Newcastle Airport, em 17 de novembro de 1991, a estação abriu para serviços. Durante a construção da linha, um serviço de ônibus dedicado operava transportando os passageiros nessa rota.
Em outubro de 2012, câmeras de fiscalização de trânsito foram instaladas nas passagens de nível em Bank Foot e Kingston Park. Câmeras similares foram instaladas em Callerton Parkway em 2008.
Em 2018, a estação, juntamente com outras do ramal Airport, foi remodelada no âmbito do programa Metro: All Change. O projeto trouxe melhorias na acessibilidade, segurança e eficiência energética, bem como a reformulação da marca da estação para o novo esquema de cores corporativo preto e branco.

## Instalações

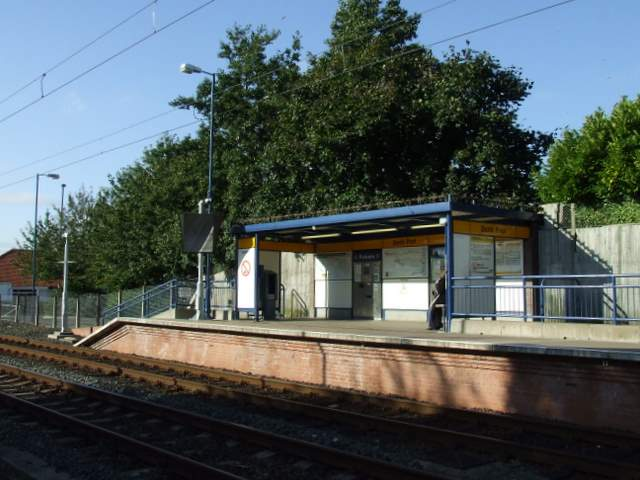
Uma das plataformas da Estação Bank Foot

O acesso sem degraus está disponível em todas as estações da rede Tyne and Wear Metro, com acesso em rampa a ambas as plataformas em Bank Foot. A estação está equipada com máquinas de bilhetes, abrigo de espera, assentos, displays de informações sobre o próximo trem, cartazes de horários e um ponto de ajuda de emergência em ambas as plataformas. As máquinas de bilhetes podem aceitar pagamentos com cartão de crédito e débito (incluindo pagamento sem contato), notas e moedas. Bank Foot também está equipada com validadores de smartcard, que estão presentes em todas as estações da rede.
Está disponível um parque de estacionamento pago, com 62 lugares. Há também a possibilidade de estacionamento para bicicletas, com oito ciclos disponíveis para uso.

## Serviços
A partir de abril de 2021, a estação passou a ser servida por até cinco trens por hora durante os dias de semana e aos sábado, e até quatro trens por hora durante a noite e aos domingo.
Material rodante: Class 994 Metrocar

Mapa geograficamente preciso do Tyne and Wear Metro (Green Line e Yellow Line)

|  |  |  |

| Zona C |
| Zona B |

|  |  |  |

|  |  |  |

|  |  |  |

|  |  |  |

|  |  |  |

|  |  |  |

|  |  |  |  |  |

| Zona B |
| Zona A |

|  |  |

|  |  |  |  |

|  |  |  |  |

|  |  |  |  |

|  |  |  |  |

|  |  |  |  |

| via North Shields |
| St James          |

|  |  |  |  |

|  |  |  |

|  |  |  |  |

|  |  |  |  |

| Zona A |
| Zona B |

|  |  |  |  |

|  |  |  |  |

|  |  |

|  |  |  |  |  |

|  |  |  |

|  |  |  |

|  |  |  |

| Zona B |
| Zona C |

|  |  |  |

|  |  |  |

|  |  |  |

|  |  |  |

|  |  |  |

|  |  |  |

|  |  |  |

|  |  |  |

|  |  |  |

|  |  |  |

|  |  |

|  |

|  |

|  |

|  |

|  |

|  |

|  |

|  |  |  |

| Zona C |
| Zona B |

|  |  |  |

|  |  |  |

|  |  |  |

|  |  |  |

|  |  |  |

|  |  |  |

|  |  |  |  |  |

| Zona B |
| Zona A |

|  |  |

|  |  |  |  |

|  |  |  |  |

|  |  |  |  |

|  |  |  |  |

|  |  |  |  |

| via North Shields |
| St James          |

|  |  |  |  |

|  |  |  |

|  |  |  |  |

|  |  |  |  |

| Zona A |
| Zona B |

|  |  |  |  |

|  |  |  |  |

|  |  |

|  |  |  |  |  |

|  |  |  |

|  |  |  |

|  |  |  |

| Zona B |
| Zona C |

|  |  |  |

|  |  |  |

|  |  |  |

|  |  |  |

|  |  |  |

|  |  |  |

|  |  |  |

|  |  |  |

|  |  |  |

|  |  |  |

|  |  |

|  |

|  |

|  |

|  |

|  |

|  |

|  |